# Marelli
Marelli Holdings Co., Ltd. (engl. für Marelli Holdings kabushiki-gaisha, japanisch マレリホールディングス株式会社 Mareri hōrudingusu kabushiki-gaisha) ist ein japanisches Automobilzulieferunternehmen, das im Jahre 2019 aus dem Zusammenschluss von Calsonic Kansei und Magneti Marelli entstand. Unter dem Eigentümer KKR meldete Marelli im Juni 2025 in den USA Insolvenz nach Chapter 11 an und soll in Eigenregie saniert werden.

## Geschichte
Der Unternehmensname Marelli geht auf ein 1891 in Italien gegründetes Unternehmen zurück. Der italienische Marelli-Konzern war zeitweise mit dem Fiatkonzern verflochten. Die Gruppo Magneti Marelli war ein Teilbereich des Marelli-Konzerns, dessen Geschäftsbetrieb eingestellt wurde. Das Archiv von Marelli befindet sich im Mailänder Istituto per la storia dell’età contemporanea (ISEC).
Das japanische Unternehmen Marelli führt den Namen weiter. Marelli in Japan entstand 2019 aus der Fusion der Vorgängerunternehmen Calsonic Kansei und Magneti Marelli. Für die Übernahme von Magneti Marelli zahlte KKR über ihre Holdinggesellschaft CK Holdings 5,8 Milliarden Euro an den vorherigen Eigentümer Fiat-Chrysler.
Im Juni 2025 meldete Marelli in den USA Insolvenz nach Chapter 11 mit etwa 5 Mrd. USD Schulden an. Das Unternehmen soll in Eigenregie saniert werden. KKR will sich aus Marelli zurückziehen. Einer der größten Kreditgeber, Strategic Value Partners, könnte der nächste bestimmende Eigentümer werden.

### Calsonic Kansei
Calsonic Kansei (jap. カルソニックカンセイ株式会社) ist ein japanischer Automobilzulieferer, der 2000 aus der Verschmelzung der Unternehmen Calsonic und Kansei entstand. Das Unternehmen produziert verschiedene Zulieferteile für die Automobilindustrie, darunter I-Tafeln, Abgas- und Klimasysteme sowie andere elektronische Komponenten. Calsonic Kansei war börsennotiert, bis es 2017 von KKR übernommen und dekotiert wurde. Der vormals größte Aktionär Nissan hatte seine Anteile zu diesem Zeitpunkt schon KKR angedient.

### Magneti Marelli

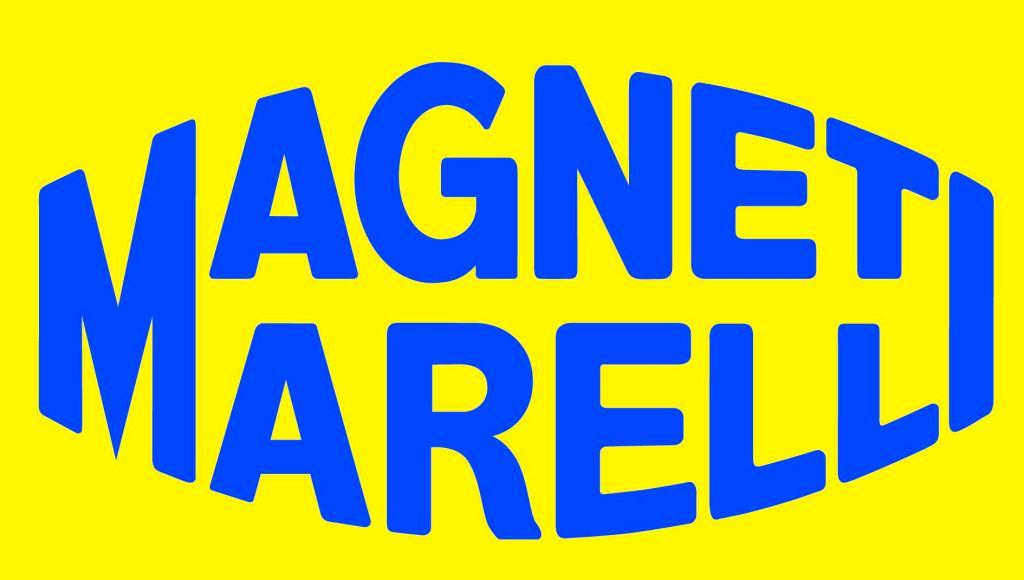
Magneti Marelli im Firmenlogo des ehemaligen italienischen Unternehmens

Magneti Marelli war ein italienischer Hersteller von Kraftfahrzeugteilen und Elektronik sowie Automobilzulieferer, der 1919 gegründet wurde. Der Name leitet sich von Magnetartikeln ab, die in Form von Zündanlagen, Zündspulen und Generatoren (Lichtmaschinen) in Automobile und Motorräder eingebaut wurden und werden. Das Unternehmen gehörte zum Fiatkonzern bzw. dessen Nachfolger FiatChrysler. Im Verlauf der Geschichte fertigte das Unternehmen ein breites Spektrum von Produkten, darunter elektrische und elektronische Komponenten für die Automobilindustrie. Radios von Marelli zählen zu Produkten der frühen Firmengeschichte. Wie in Deutschland mit den Volksempfängern, wurden die Radios in Italien als neues Massenmedium angenommen. Im Jahre 1941 wurde der Typ „7A96 Superelectrodina“ der Marke Radiomarelli für 2580 Lire angeboten:

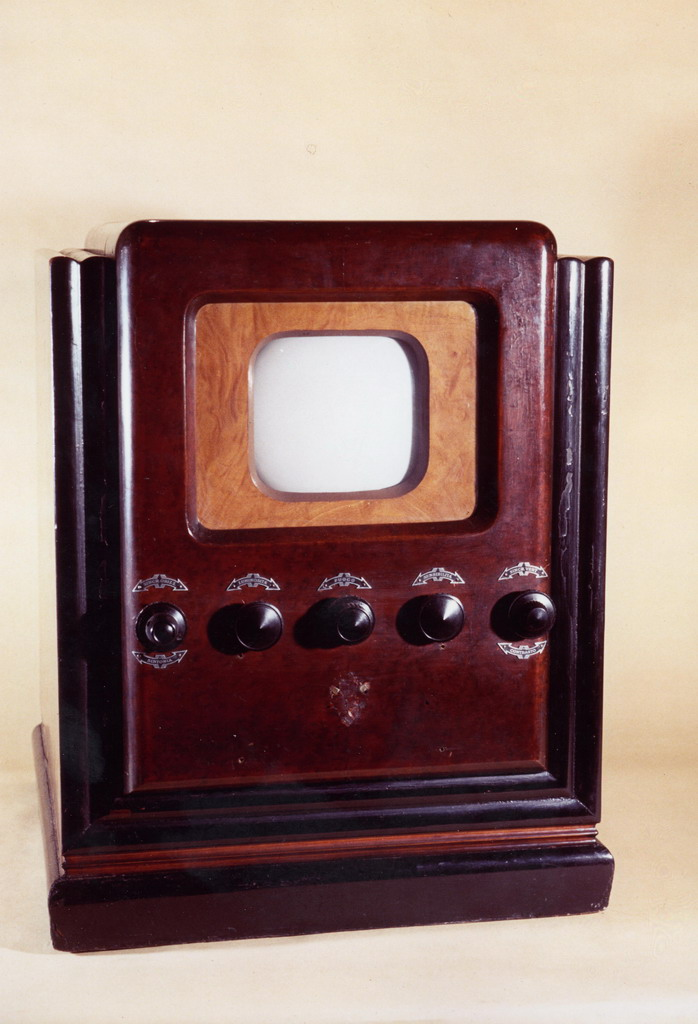
Fernsehgerät Typ RV 175 von Marelli im Museum
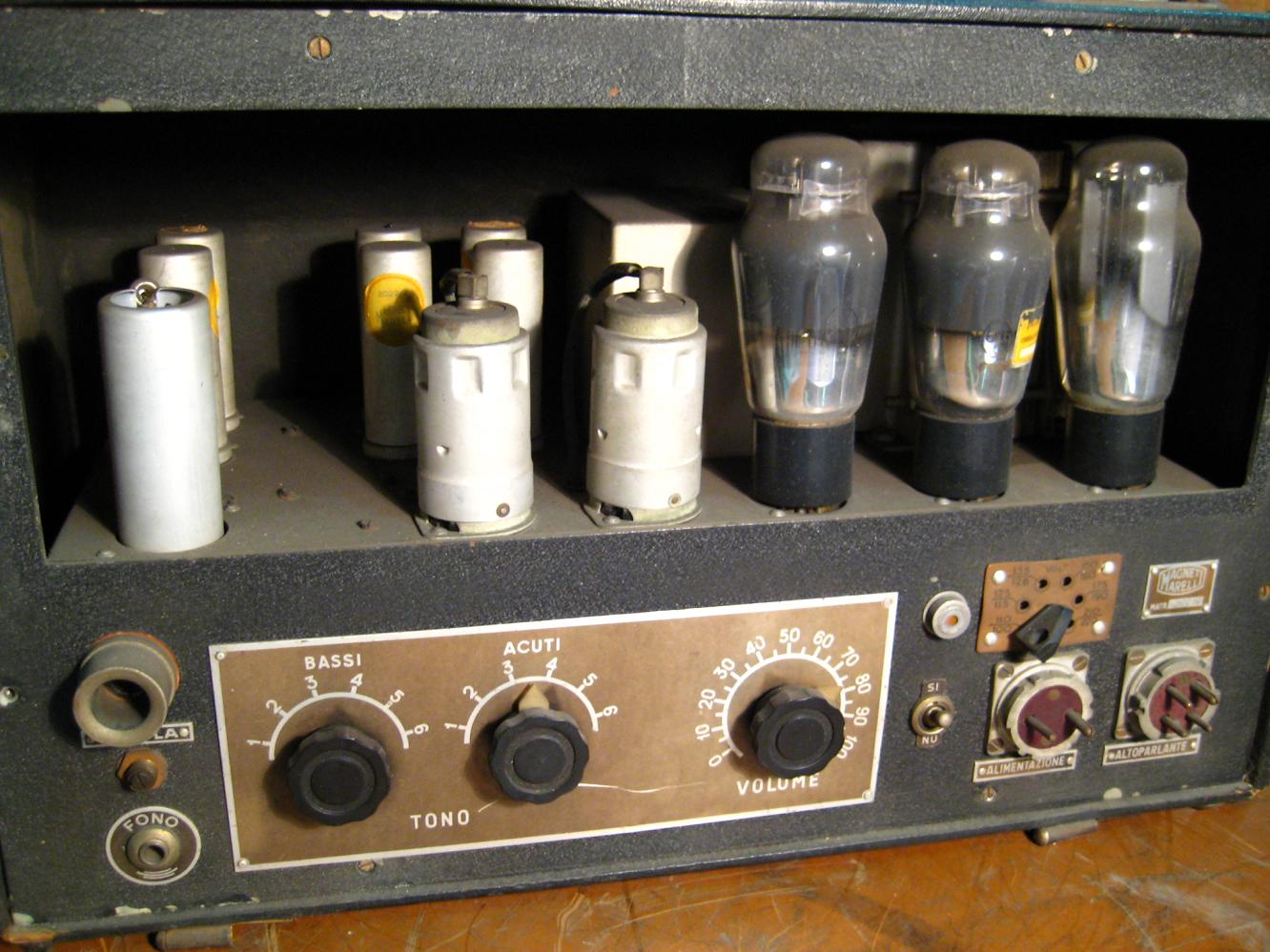
Röhrenverstärker für Musiktechnik
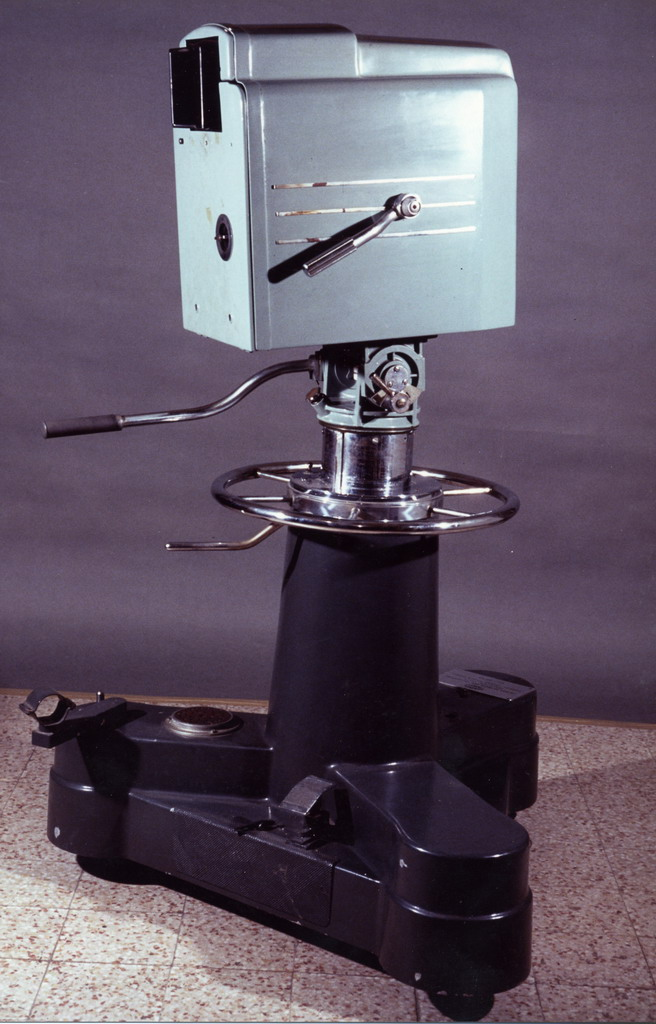
Aufnahmekamera für Fernsehstudios
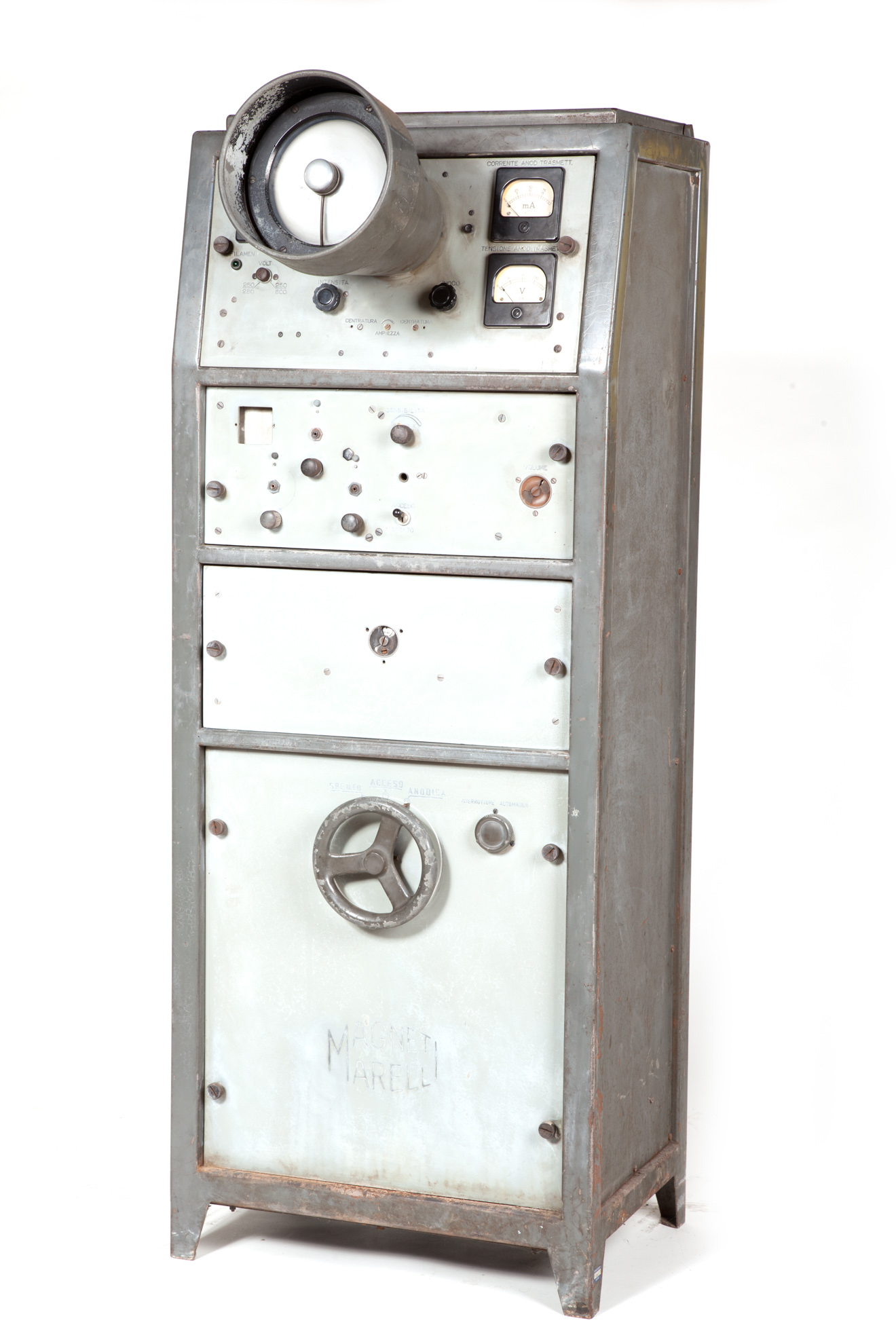
Radarbildschirm für die Marine

## Geschäftsbereiche

### Antriebsstrang Verbrennungsantriebe
Marelli ist einer der größten Zulieferer von Kraftstoff-Einspritzsystemen für Verbrennungsmotoren. Die Entwicklung des PKW-Dieseldirekteinspritzers in den 1980er-Jahren und des Common-Rail-Einspritzsystems in den 1990er-Jahren entstanden jeweils unter Federführung des italienischen Unternehmensstamms Magneti Marelli. Der Fiat Croma mit Magneti-Marelli-Ausrüstung war 1987 – ein Jahr vor dem Audi 100 TDI – der erste PKW mit Diesel-Direkteinspritzung. Im Jahr 2009 trug diese Unternehmenssparte etwa 850 Millionen Euro zum Konzernumsatz bei.

### Antriebsstrang Elektroantriebe
Das Segment der Elektroantriebe befindet sich seit der Unternehmensfusion zu Marelli im Aufbau.

### Cockpit, Interieur
Für die Unternehmenssparte der Kombiinstrumente wurde einst das Unternehmen Veglia Borletti in den Konzernverbund eingegliedert. Es werden auch Instrumente unter dem Namen Jaeger vertrieben, einer Marke, die gemeinsame Wurzeln mit dem Luxusuhrenhersteller Jaeger-LeCoultre hat.

### Ersatzteile, Zubehör
In der weltweiten Distribution von Ersatzteilen erwirtschaftete das Unternehmen im Jahr 2012 mit 585 Mitarbeitern in Südamerika, Europa und den USA einen Umsatz von 340 Millionen Euro.

### Fahrzeugaußenbeleuchtung
Im Jahr 1999 legten Magneti Marelli und Bosch ihre Beleuchtungssparten in einem Joint Venture zusammen und gründeten dazu ihr gemeinsames Tochterunternehmen Automotive Lighting, an dem sie jeweils zu 50 % beteiligt waren. Nach zwei Jahren reduzierte Bosch seinen Anteil auf 25 % und verkaufte schließlich im Jahr 2003 auch seine restlichen Anteile an Magneti Marelli. Seitdem ist dieses Unternehmen mit Hauptniederlassung in Reutlingen die umsatzstärkste Sparte im Konzern und erzielte 2016 etwa 4 Milliarden Euro Umsatz. In weltweit 2 Entwicklungs-, 13 Applikationszentren und 23 Produktionsstätten werden hierfür rund 18.000 Mitarbeiter beschäftigt.

### Motorsport
Marelli ist auch als Zulieferer im Motorsport tätig. Unter anderem rüstete das Unternehmen schon die Formel-1-Teams von Ferrari, Renault, Toyota, Red Bull Racing und BMW-Sauber aus und liefert seit 2016 die Einheitselektronik für die MotoGP-Klasse der Motorrad-Weltmeisterschaft.